# Amblyseius proresinae
Amblyseius proresinae är en spindeldjursart som beskrevs av Wolfgang Karg 1970. Amblyseius proresinae ingår i släktet Amblyseius och familjen Phytoseiidae. Inga underarter finns listade i Catalogue of Life.